# Wenkendorf
Wenkendorf ist ein Ortsteil der Stadt Fehmarn im Norden der gleichnamigen Insel.
Das Dorf hat etwa 60 Einwohner, ist von mit Knicks eingesäumten Feldern umgeben und hat seinen alten bäuerlichen Charakter im Dorfinnern bewahrt. 
Zwei Kilometer nördlich liegt der Wenkendorfer Strand mit zwei Campingplätzen. An dem über 15–20 m breiten teils sandigen, teils steinigen Strand befindet sich ein beliebtes Surfrevier.
Es besteht etwa zweimal täglich eine Busverbindung nach Burg auf Fehmarn und Orth. 